# Kalikst Wolski
Pour les articles homonymes, voir Wolski.
Kalikst Wolski, né à Potoczek (dans le royaume de Pologne dépendant de l'empire russe), mort dans la région de Cracovie le 22 janvier 1885, est un écrivain voyageur, journaliste et essayiste polonais. Il est également connu comme militant socialiste.

## Biographie
En Pologne partitionnée, il participe à l'âge de 16 ans à l'Insurrection de Novembre en 1830 contre l'Empire russe.
En France, il travaille comme ingénieur et, inspiré par les idées de Charles Fourier, participe à la révolution de 1848.
Indésirable en France sous Napoléon III, il s'installe aux États-Unis dans les années 1850, et fait la traversée de New York à la Nouvelle-Orléans. En 1855, il contribue à la fondation de « La Réunion », une colonie utopique socialiste fondée Victor Considerant au Texas.
Wolksi revient en Pologne en 1860, dans la région de Cracovie, alors faisant partie de l'empire d'Autriche-Hongrie, et écrit des articles pour le journal Kłosy.

### Usurpation de son nom par la police tsariste
Après sa mort, son nom a été usurpé par l'Okhrana, la police de l'empire russe, afin de publier sous son nom des publications antisémites. Le chef de l'Okhrana en France, Piotr Ratchkovski, fait modifier son nom en «Kalixt de Wolski», et en fait l'auteur d'un pamphlet anti-juif, La Russie juive, publié en 1887 par l'éditeur Albert Savine, lequel venait de publier La France juive d'Édouard Drumont. Ce nom est également utilisé pour écrire des articles dans la revue antimaçonnique Le Contemporain. Selon plusieurs historiens, tels que Pierre-André Taguieff,,, il s'agissait d'un pseudonyme d'un agent de l'Okhrana, peut-être de Ratchkovski lui-même. Ratchkovski fera plus tard commander à Matveï Golovinski la rédaction d'un autre faux, Les Protocoles des Sages de Sion.
Sous son nom a également été publié une préface en polonais du Livre du Kahal, un livre de l'agitateur antisémite Jacob Brafman (Żydzi i kahały. Dzieło wydane w jȩzyku rossyjskim w Wilnie w roku 1870 przez Brafmanna. Na jȩzyk polski przełozone i przerodione).
La confusion entre l'authentique Kalikst Wolski et l'usurpation de son nom a perduré 25 ans après sa mort, puisque quand l'éditeur français Ferreyrol publie posthumément en 1910 La Pologne: sa gloire, ses souffrances, ses évolutions (traduction d'un ouvrage que l'auteur avait écrit en anglais en 1884), l'ouvrage est signé par erreur «Calixte de Wolski, auteur de la Russie juive ».

## Œuvres
en anglais
- American impressions
- The Regeneration of Roumania, or the days of renaissance among the Roumanians...
- Poland, her glory, her sufferings, her overthrow
- San Antonio election : Texas folklore
- The Regeneration of Roumania, or the days of renaissance among the Roumanians...

en Polonais
- Do Ameryki i w Ameryce : podróże, szkice obyczajowe i obrazki z życia mieszkańców Ameryki
- La Pologne; sa gloire, ses souffrances, ses évolutions
- Świat metamorfoz
- Rumunja : jej przeszłość i teraźniejszość